# Arkadischer Bund

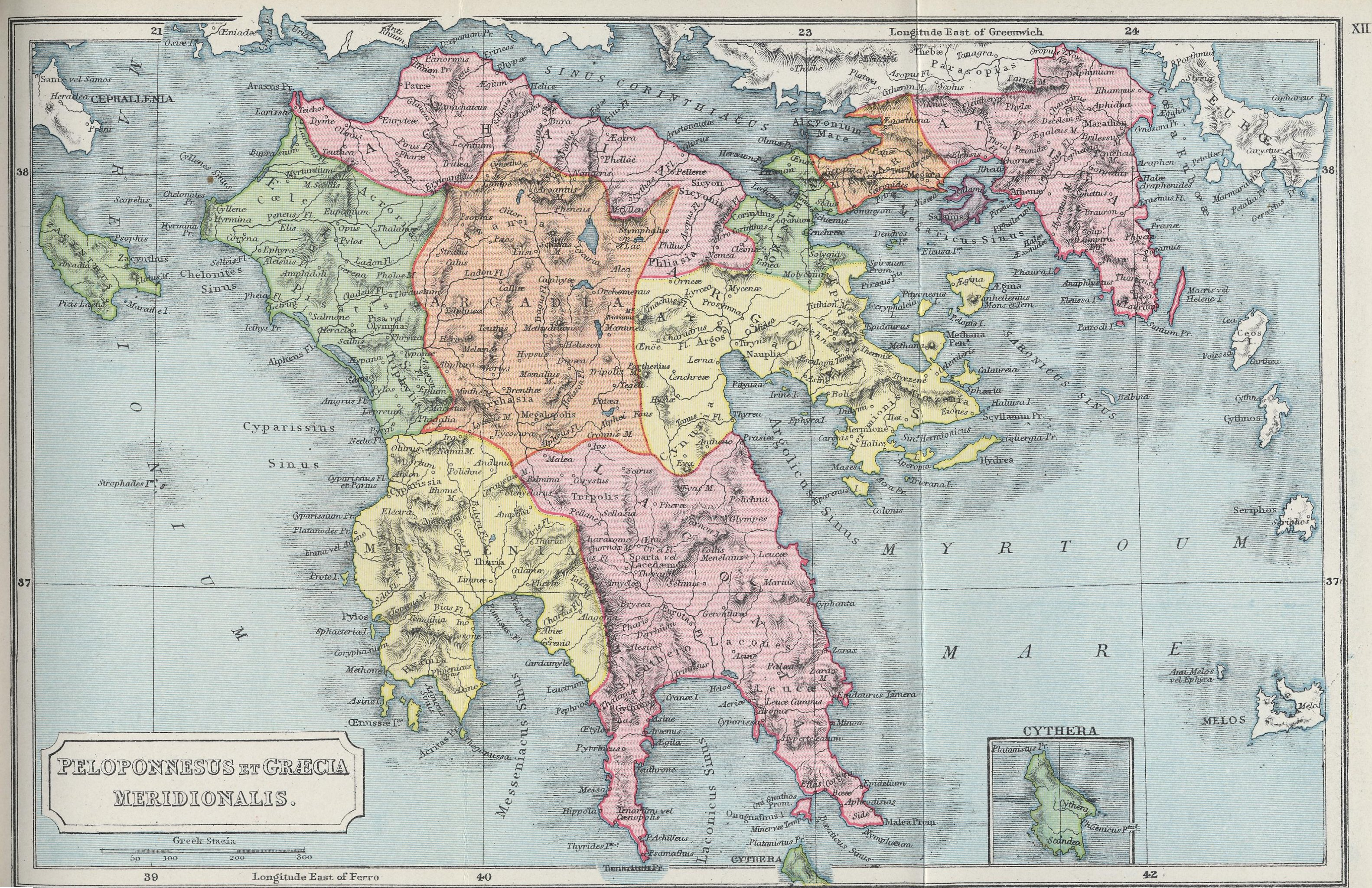
Karte des antiken Peloponnes – mittig Arkadien

Als Arkadischer Bund wird ein föderaler Zusammenschluss mehrerer arkadischer Städte (griechisch Poleis) im 4. vorchristlichen Jahrhundert bezeichnet. Der vorausgehende Zusammenbruch der lakedaimonischen Hegemonie über die peloponnesische Halbinsel förderte die Einigungsbestrebungen der arkadischen Poleis, die in einem Synoikismos gipfelten. Als Gründungsjahr kann etwa 371 bis 369 v. Chr. angegeben werden, die genaue Zeitspanne bis zum Ende dieses Bundes im 3. Jahrhundert v. Chr. ist aktuellem Forschungsstand zufolge nicht ermittelbar. Sicher ist nur, dass der Arkadische Bund spätestens mit dem Übertritt seiner Mitgliedsstädte teils in den Aitolischen Bund, teils in den Achaiischen Bund im 3. Jahrhundert v. Chr. aufgelöst wurde.
Die Hauptstadt dieses Bundes war Megalopolis, die eigens zu diesem Zweck durch Einverleibung einer Vielzahl an arkadischen Städten und Gemeinden neu gegründet wurde. Trotz des anfänglichen Erfolges, den hegemonialen Bestrebungen Spartas Einhalt zu gebieten, entwickelten sich im Laufe der Zeit Uneinigkeiten und Zwist zwischen den arkadischen Mitgliedsstädten, was letztlich dazu führte, dass der Bund seinen Einfluss nach und nach verlor und seine Mitglieder sich anderen föderalen Gebilden zuwendeten.
Dieser Artikel behandelt den sogenannten Ersten Arkadischen Bund.

## Gründung

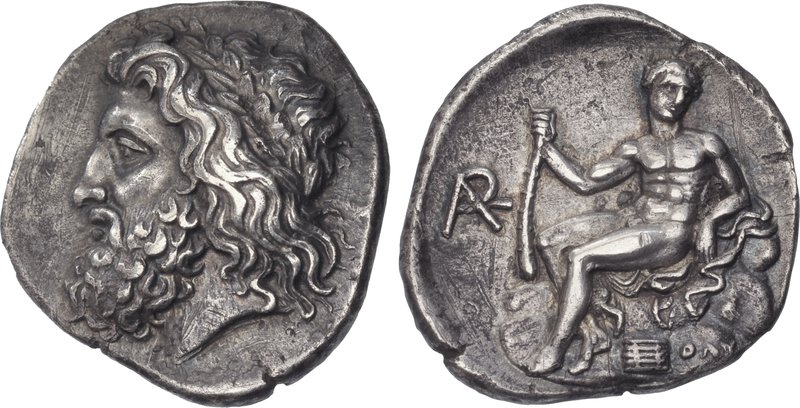
Silbermünze aus Megalopolis mit dem Bild des Zeus, auf der Rückseite das Emblem des Arkadischen Bundes (Ligatur)

### Vorgeschichte
Unmittelbar vor der Vereinigung der arkadischen Poleis war es dem thebanischen Feldherren Epaminondas gelungen, bei Leuktra der lakedaimonischen Armee eine verheerende Niederlage beizubringen, bei der eine Vielzahl an spartanischen Soldaten ihr Leben verloren hatten. Durch diese Niederlage in ihrer Machtausübung geschwächt, verringerte sich der hegemoniale Einfluss der Lakedaimonier auf der peloponnesischen Halbinsel, was wiederum zu einer Erstarkung antispartanischer Kräfte führte. Diese Bewegung ging von der Polis Mantineia aus, die am stärksten durch die lakedeimonische Hegemonie gedemütigt worden war. Tonangebend in Mantineia war damals der Staatsmann Lykomedes, auf dessen Mühen hin die Stadt prächtiger wiederaufgebaut und zudem mit einer Stadtmauer versehen wurde, deren Rest noch heute sichtbar sind.
Ferner bewirkte Lykomedes die Gründung einer neuen Polis in Arkadien, welche als Hauptstadt der neu gegründeten Föderation fungieren sollte: Megalopolis.

### Grundsteinlegung
Das genaue Gründungsjahr des Arkadischen Bundes schwankt in den Quellen um wenige Jahre. Festzuhalten sind die Jahre 371–368 v. Chr.; es darf vage angenommen werden, dass der Bau von Megalopolis 371 begann und 368 endete. Der Stiftungsurkunde zufolge schickten die Poleis Mantineia, Tegea, Kleitor, sowie die Gaue der Mainalier und Parrhasier je zwei Oikisten. Weiter sollten 40 Gemeinden aufgelöst werden um in der Bundeshauptstadt aufzugehen. Die Mainalier lösten 10 ihrer Städte auf, die Aigyten 6, die Parrhasier 8, die Kynurier 4; die Zahl der zu Orchomenos gehörende Poleis war 3, sowie die Gemeinde Tripolis.
Zudem wurde versucht, die wichtigsten religiösen Kulte in der neuen Hauptstadt zu vereinigen, etwa durch die Gründung eines Heiligtums des Zeus Lykaios, des Apollon Epikurios und weiterer Götter.

### Verfassung
Es war von vornherein ausgemacht, dass die Poleis Tegea, Mantineia und Kleitor ihre Stadtrechte behielten. Entscheidungen auf Bundesebene wurden durch die μυρίοι (myríoi) getätigt, einen Rat, der in einem großen Saal in der Bundeshauptstadt tagte. Zur Verfügung standen den myrioi das Korps der 5000 ἐπάριτοι (epáritoi), die von einem oder zwei Strategen angeführt wurden. Lykomedes hatte als einflussreicher Politiker des Bundes nachweislich eine Stelle als Stratege inne.

## Militärische Aktionen und innere Streitigkeiten
Orchomenos und Heraia standen schon von der Grundsteinlegung an dem Bündnis skeptisch gegenüber, aber auch andere Poleis störten den Zusammenhalt der Vereinigung. Vor allem im Tegea waren heftige Parteikämpfe an der Tagesordnung; dort hatte die nationale Partei mit Hilfe der Mantineier die Herrschaft erlangt, nachdem dort für gewöhnlich die Oligarchen gegenüber Sparta loyal eingestellt waren.

### Kriegerische Bemühungen

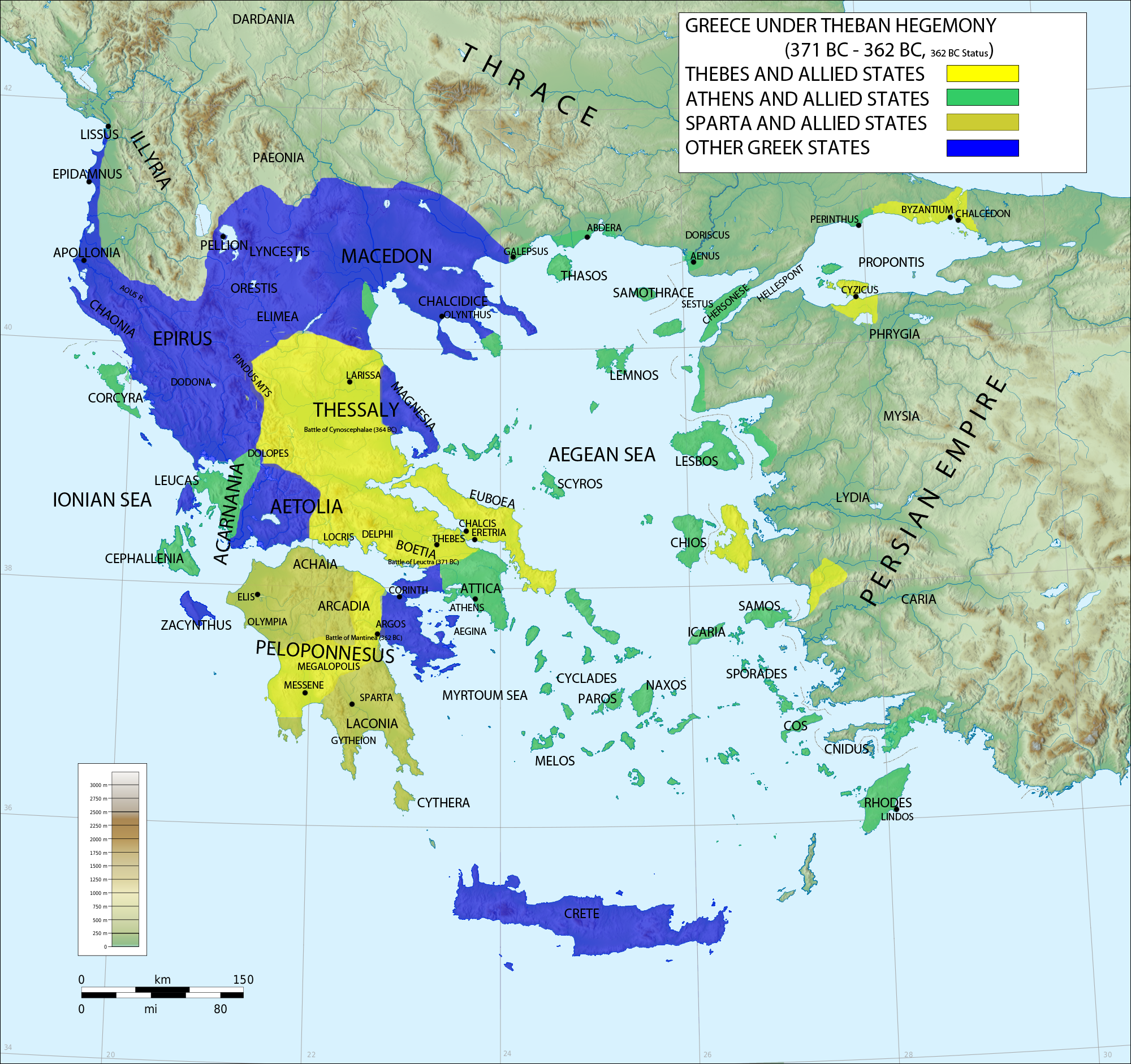
Übersicht der verschiedenen Kriegsparteien

Der militärische Mittelpunkt war zunächst Asea. Unterdessen waren die Arkadier auch um auswärtige Hilfe bemüht. Wegen der Ablehnung Athens wandten sie sich an Theben, wo sie auf willige Ohren stießen.
Die Arkader schlossen sich zunächst 369 v. Chr. dem Zug des Epaminondas an, in dessen Verlauf sie Pellene eroberten und die lakonische Ebene plünderten.
Im folgenden Jahr führte Epameinondas zum zweiten Mal einen Kriegszug an, Arkadier, Argeier und Eleer hielten ihm die Treue. Die Arkadier selbst unternahmen auf Betreiben des Lykomedes einige erfolgreiche Züge nach Lakonien, wo sie einen Sieg bei Asine errangen.
Im selben Jahr jedoch konnte Archidamos III. von Sparta einen herausragenden Sieg über die Arkadier erlangen, nachdem er Karyai zurückerobert und im Gebiet der Parrhasier Truppen ausgehoben hatte.
In der Zwischenzeit trat eine Verstimmung zwischen dem Arkadischen Bund und Theben ein, da die Arkadier sich nicht von den Thebanern beeinflussen lassen wollten. In der Folge vermittelte nun Lykomedes einen Bund mit Athen, das ebenfalls nicht mit Theben zufrieden war. Auf seiner Rückreise wurde er jedoch ermordet.
Nach Friedensverhandlungen, die nur eine kurze Waffenruhe brachten, brach 365 ein neuer Krieg gegen Elis aus, während zugleich mit wechselnden Erfolgen Archidamos in den südlichen Gebieten des Arkadischen Bundes operierte. Die Arkadier besetzten unterdessen Olympia und lieferten, unterstützt von den Argeiern und den Athenern, den angreifenden Eleern eine siegreiche Schlacht.

### Innere Reibungen
Doch jetzt entstand im arkadischen Lager Zwist: Mantineia protestierte dagegen, dass die Epiratioi mit dem olympischen Tempelgut besoldet werden sollten. Der Bund drohte Mantineia zwar mit Exekution, stellte aber in Folge die Soldzahlungen ganz ein. Daher traten die ärmeren der Epiratioi aus dem Bund aus und das Gebilde wurde mehr eine Ansammlung an wohlhabenderen Aristokraten. Dagegen versuchten die Demokraten mithilfe eines thebanischen Heereskontingents ihrer Sache in Tegea zum Siege zu verhelfen, was ihnen misslang. Doch bot dies Epameinondas einen Grund, sich in den Streit einzumischen.
Die Spaltung des Arkadischen Bundes nahm nun sichtbare Züge an: Die Mantineier samt Anhang schlossen sich im attischen Archontenjahr 362/1 v. Chr. den Athenern und Achaern an, während sich die Eleer und Phleisaier Sparta anschlossen. Dagegen verweilten die Megapoliten auf Seiten der Boioter.
Nach der Schlacht bei Mantineia im August 362 v. Chr. wurde ein allgemeiner Frieden geschlossen, dem nur Sparta fern blieb. Bereits ein Jahr später brachen neue Unruhen aus, da die mit der Gründung der Bundeshauptstadt einverleibten Bürger wieder in ihre alten Poleis zurückdrängten. Nur mit Hilfe der Thebaner und Pammenes wurden die Megapoliten des Aufruhrs Herr.

## Auflösung
Zwar blieb Megalopolis als Stadt bestehen, doch ihre angepeilte Stellung als führender Ort des Arkadischen Bundes nahm nach und nach ab. 352 v. Chr. versuchte König Archidamos III. von Sparta vergeblich, die von Messenien, Argos, Sikyon und Theben unterstützte Stadt einzunehmen, während Athen ihr gegenüber abweisend auftrat. Die Blicke der Megapoliten richteten sich nun auf die wachsenden Macht der Makedonier.
Sie blieben neutral, als 338 v. Chr. bei Chaironeia die entscheidende Schlacht fiel. Nach dem Bundestag in Korinth traf Philipp II. mit seiner Heeresmacht in Arkadien ein und wurde gut aufgenommen.
Der Auflösungsprozess des Arkadischen Bundes war mehr ein allmählicher Prozess denn eine punktuelle Erscheinung. Mit dem wachsenden Einfluss Makedoniens verlor der Arkadische Bund an Bedeutung. Die weitere Entwicklung nach 362 v. Chr. war diffus, während Quellen aufzeigen, dass das Bündnis in einer wie auch immer gearteten Form wiederauferstand.